# Genzano di Lucania
Genzano di Lucania är en ort och kommun i provinsen Potenza i regionen Basilicata i Italien. Kommunen hade 5 688 invånare (2017).